# هاینکل هادی ۴۳
هاینکل ۴۳ (به انگلیسی: Heinkel HD 43) یک هواگرد ساختِ کارخانهٔ هاینکل در کشور آلمان است. این هواگرد برای نخستین بار در ۱۹۳۱ میلادی مورد استفاده قرار گرفت.